# Ламонт (Вашингтон)
Ламонт (англ. Lamont) — місто (англ. town) в США, в окрузі Вітмен штату Вашингтон. Населення — 79 осіб (2020).

## Географія
Ламонт розташований за координатами 47°12′2″ пн. ш. 117°54′18″ зх. д. / 47.20056° пн. ш. 117.90500° зх. д. (47.200487, -117.905124).  За даними Бюро перепису населення США в 2010 році місто мало площу 0,75 км², уся площа — суходіл.

## Демографія
Згідно з переписом 2010 року, у місті мешкало 70 осіб у 33 домогосподарствах у складі 23 родин. Густота населення становила 93 особи/км².  Було 40 помешкань (53/км²).
Расовий склад населення:
| - 90,0 % — білих - 1,4 % — чорних або афроамериканців - 1,4 % — азіатів |

До двох чи більше рас належало 7,1 %. Частка іспаномовних становила 1,4 % від усіх жителів.
За віковим діапазоном населення розподілялося таким чином: 18,6 % — особи молодші 18 років, 61,4 % — особи у віці 18—64 років, 20,0 % — особи у віці 65 років та старші. Медіана віку мешканця становила 47,5 року. На 100 осіб жіночої статі у місті припадало 118,8 чоловіків;  на 100 жінок у віці від 18 років та старших — 119,2 чоловіків також старших 18 років.
Середній дохід на одне домашнє господарство  становив 38 264 долари США (медіана — 39 167), а середній дохід на одну сім'ю — 39 185 доларів (медіана — 39 167). За межею бідності перебувало 14,3 % осіб, у тому числі 17,4 % дітей у віці до 18 років та 4,8 % осіб у віці 65 років та старших.
Цивільне працевлаштоване населення становило 31 осіб. Основні галузі зайнятості: мистецтво, розваги та відпочинок — 29,0 %, сільське господарство, лісництво, риболовля — 29,0 %, публічна адміністрація — 12,9 %, роздрібна торгівля — 9,7 %.